# European Challenge Cup 2005-2006
La European Challenge Cup 2005-06 (in inglese 2005-06 European Challenge Cup; in francese Challenge européen 2005-06) fu la 10ª edizione della European Challenge Cup, competizione per club di rugby a 15 organizzata da European Rugby Cup come torneo cadetto della Heineken Cup.
Si tenne dal 22 ottobre 2005 al 21 maggio 2006 tra 20 squadre provenienti da 6 federazioni (Francia, Inghilterra, Irlanda, Italia, Romania e Scozia) e tornò al formato originario a gironi dopo un triennio completamente a eliminazione diretta.
La vittoria finale arrise, per la prima volta, al Gloucester che al Twickenham Stoop Stadium vinse per 36 a 34 ai tempi supplementari una finale estremamente combattuta contro i connazionali del London Irish.

## Formula
Le 20 squadre furono suddivise in 5 gironi da quattro squadre ciascuno.
In ognuno di tali gironi ogni squadra dovette affrontare in gara di andata e ritorno tutti gli altri avversari.
Passarono ai quarti di finale la prima classificata di ciascuno dei cinque gruppi più le migliori seconde in ordine di punteggio.
Le migliori piazzate di ciascuna federazione nel proprio campionato d'appartenenza (Agen per la Francia, Gloucester per l'Inghilterra, Connacht per l'Irlanda, Viadana per l'Italia e Borders per la Scozia) furono messe in gironi separati e non si incontrarono nella prima fase.
Le migliori otto accedettero ai quarti di finale, e le vincitrici si affrontarono per le semifinali.
La finale si tenne ai Twickenham Stoop Stadium di Londra, in Inghilterra.
Tutte le gare a eliminazione si tennero in partita unica.

## Squadre partecipanti
| Girone 1                                                                                    | Girone 2                                                                       | Girone 3                                                                               | Girone 4                                                                           | Girone 5                                                                                          |
| ------------------------------------------------------------------------------------------- | ------------------------------------------------------------------------------ | -------------------------------------------------------------------------------------- | ---------------------------------------------------------------------------------- | ------------------------------------------------------------------------------------------------- |
| - Narbonne (Francia) - Bristol (Inghilterra) - Northampton (Inghilterra) - Viadana (Italia) | - Agen (Francia) - Pau (Francia) - London Irish (Inghilterra) - Parma (Italia) | - Bayonne (Francia) - Tolone (Francia) - Gloucester (Inghilterra) - Bucarest (Romania) | - Brive (Francia) - Newcastle (Inghilterra) - L’Aquila (Italia) - Borders (Scozia) | - Montpellier (Francia) - Connacht (Irlanda) - Worcester (Inghilterra) - Amatori Catania (Italia) |

## Fase a gironi

### Girone A
|            | Incontri girone 1     |       |
| ---------- | --------------------- | ----- |
| 22-10-2005 | Northampton — Viadana | 47-25 |
| 22-10-2005 | Narbona — Bristol     | 20-13 |
| 28-10-2005 | Viadana — Narbona     | 14-20 |
| 30-10-2005 | Bristol — Northampton | 36-28 |
| 9-12-2005  | Viadana — Bristol     | 23-39 |
| 10-12-2005 | Northampton — Narbona | 32-20 |
| 16-12-2005 | Narbona — Northampton | 7-22  |
| 18-12-2005 | Bristol — Viadana     | 89-5  |
| 14-1-2006  | Northampton — Bristol | 45-8  |
| 14-1-2006  | Narbona — Viadana     | 29-14 |
| 22-1-2006  | Bristol — Narbona     | 18-29 |
| 22-1-2006  | Viadana — Northampton | 0-20  |

#### Classifica
| Pos | Squadra     | G | V | N | P | PF  | PS  | P±   | BP | PT |
| --- | ----------- | - | - | - | - | --- | --- | ---- | -- | -- |
| A1  | Northampton | 6 | 5 | 0 | 1 | 194 | 96  | 98   | 5  | 25 |
| A2  | Narbonne    | 6 | 4 | 0 | 2 | 125 | 113 | 12   | 2  | 18 |
| A3  | Bristol     | 6 | 3 | 0 | 3 | 203 | 150 | 53   | 4  | 16 |
| A4  | Viadana     | 6 | 0 | 0 | 6 | 81  | 244 | −163 | 1  | 1  |

### Girone B
|            | Incontri girone 2    |       |
| ---------- | -------------------- | ----- |
| 22-10-2005 | Parma — Agen         | 23-50 |
| 22-10-2005 | Pau — London Irish   | 13-20 |
| 29-10-2005 | Agen — Pau           | 23-6  |
| 30-10-2005 | London Irish — Parma | 64-0  |
| 10-12-2005 | Pau — Parma          | 29-3  |
| 11-12-2005 | London Irish — Agen  | 29-21 |
| 17-12-2005 | Parma — Pau          | 20-11 |
| 17-12-2005 | Agen — London Irish  | 24-32 |
| 14-1-2006  | Parma — London Irish | 11-19 |
| 14-1-2006  | Pau — Agen           | 36-12 |
| 20-1-2006  | London Irish — Pau   | 75-12 |
| 20-1-2006  | Agen — Parma         | 33-17 |

#### Classifica
| Pos | Squadra      | G | V | N | P | PF  | PS  | P±   | BP | PT |
| --- | ------------ | - | - | - | - | --- | --- | ---- | -- | -- |
| B1  | London Irish | 6 | 6 | 0 | 0 | 239 | 81  | 158  | 3  | 27 |
| B2  | Agen         | 6 | 3 | 0 | 3 | 163 | 143 | 20   | 3  | 15 |
| B3  | Pau          | 6 | 2 | 0 | 4 | 107 | 153 | −46  | 3  | 11 |
| B4  | Parma        | 6 | 1 | 0 | 5 | 74  | 206 | −132 | 0  | 4  |

### Girone C
|            | Incontri girone 3     |       |
| ---------- | --------------------- | ----- |
| 22-10-2005 | Bucarest — Tolone     | 16-20 |
| 22-10-2005 | Bayonne — Gloucester  | 10-26 |
| 29-10-2005 | Gloucester — Bucarest | 106-3 |
| 29-10-2005 | Tolone — Bayonne      | 19-28 |
| 10-12-2005 | Bucarest — Bayonne    | 10-38 |
| 10-12-2005 | Tolone — Gloucester   | 3-74  |
| 16-12-2005 | Bayonne — Bucarest    | 45-6  |
| 17-12-2005 | Gloucester — Tolone   | 66-5  |
| 13-1-2006  | Bayonne — Tolone      | 62-0  |
| 14-1-2006  | Bucarest — Gloucester | 13-27 |
| 21-1-2006  | Gloucester — Bayonne  | 32-19 |
| 21-1-2006  | Tolone — Bucarest     | 17-23 |

#### Classifica
| Pos | Squadra    | G | V | N | P | PF  | PS  | P±   | BP | PT |
| --- | ---------- | - | - | - | - | --- | --- | ---- | -- | -- |
| C1  | Gloucester | 6 | 6 | 0 | 0 | 331 | 53  | 278  | 5  | 29 |
| C2  | Bayonne    | 6 | 4 | 0 | 2 | 202 | 93  | 109  | 4  | 20 |
| C3  | Bucarest   | 6 | 1 | 0 | 5 | 71  | 253 | −182 | 1  | 5  |
| C4  | Tolone     | 6 | 1 | 0 | 5 | 64  | 269 | −205 | 1  | 5  |

### Girone D
|            | Incontri girone 4    |       |
| ---------- | -------------------- | ----- |
| 22-10-2005 | Newcastle — Brive    | 51-19 |
| 22-10-2005 | L’Aquila — Borders   | 25-32 |
| 29-10-2005 | Borders — Newcastle  | 11-26 |
| 29-10-2005 | Brive — L’Aquila     | 64-22 |
| 10-12-2005 | L’Aquila — Newcastle | 0-86  |
| 11-12-2005 | Borders — Brive      | 25-22 |
| 17-12-2005 | Brive — Borders      | 34-28 |
| 18-12-2005 | Newcastle — L’Aquila | 90-14 |
| 14-1-2006  | L’Aquila — Brive     | 19-47 |
| 15-1-2006  | Newcastle — Borders  | 47-20 |
| 21-1-2006  | Borders — L’Aquila   | 39-23 |
| 21-1-2006  | Brive — Newcastle    | 17-24 |

#### Classifica
| Pos | Squadra   | G | V | N | P | PF  | PS  | P±   | BP | PT |
| --- | --------- | - | - | - | - | --- | --- | ---- | -- | -- |
| D1  | Newcastle | 6 | 6 | 0 | 0 | 324 | 81  | 243  | 4  | 28 |
| D2  | Brive     | 6 | 3 | 0 | 3 | 203 | 169 | 34   | 6  | 18 |
| D3  | Borders   | 6 | 3 | 0 | 3 | 155 | 177 | −22  | 3  | 15 |
| D4  | L’Aquila  | 6 | 0 | 0 | 6 | 103 | 358 | −255 | 1  | 1  |

### Girone E
|            | Incontri girone 5             |       |
| ---------- | ----------------------------- | ----- |
| 22-10-2005 | Worcester — Montpellier       | 36-18 |
| 22-10-2005 | Connacht — Amatori Catania    | 62-17 |
| 28-10-2005 | Montpellier — Connacht        | 13-19 |
| 29-10-2005 | Amatori Catania — Worcester   | 14-19 |
| 9-12-2005  | Montpellier — Amatori Catania | 74-12 |
| 10-12-2005 | Worcester — Connacht          | 30-20 |
| 17-12-2005 | Connacht — Worcester          | 22-21 |
| 18-12-2005 | Amatori Catania — Montpellier | 37-34 |
| 14-1-2006  | Worcester — Amatori Catania   | 44-8  |
| 14-1-2006  | Connacht — Montpellier        | 43-10 |
| 20-1-2006  | Amatori Catania — Connacht    | 28-24 |
| 20-1-2006  | Montpellier — Worcester       | 21-31 |

#### Classifica
| Pos | Squadra         | G | V | N | P | PF  | PS  | P±   | BP | PT |
| --- | --------------- | - | - | - | - | --- | --- | ---- | -- | -- |
| E1  | Worcester       | 6 | 5 | 0 | 1 | 181 | 103 | 78   | 4  | 24 |
| E2  | Connacht        | 6 | 4 | 0 | 2 | 190 | 119 | 71   | 4  | 20 |
| E3  | Amatori Catania | 6 | 2 | 0 | 4 | 116 | 257 | −141 | 2  | 10 |
| E4  | Montpellier     | 6 | 1 | 0 | 5 | 170 | 178 | −8   | 4  | 8  |

## Ordine di qualificazione
| Ordine               | Squadra              | Pt                   | Mt                   | Diff                 |
| Vincitrici di girone | Vincitrici di girone | Vincitrici di girone | Vincitrici di girone | Vincitrici di girone |
| -------------------- | -------------------- | -------------------- | -------------------- | -------------------- |
| 1                    | Gloucester           | 29                   | 49                   | +278                 |
| 2                    | Newcastle            | 28                   | 44                   | +243                 |
| 3                    | London Irish         | 27                   | 32                   | +158                 |
| 4                    | Northampton          | 25                   | 32                   | +98                  |
| 5                    | Worcester            | 24                   | 24                   | +12                  |
| Seconde classificate |                      |                      |                      |                      |
| 6                    | Bayonne              | 20                   | 31                   | +109                 |
| 7                    | Connacht             | 20                   | 25                   | +71                  |
| 8                    | Brive                | 18                   | 30                   | +34                  |
| —                    | Narbonne             | 18                   | 16                   | +12                  |
| —                    | Agen                 | 15                   | 23                   | +20                  |

## Fase aplay-off
|  | Quarti di finale | Quarti di finale | Quarti di finale |              |            | Semifinali | Semifinali | Semifinali |  |  | Finale | Finale | Finale |  |
|  |                  |                  |                  |              |            |            |            |            |  |  |        |        |        |  |
|  | 1                | Gloucester       | 46               |              |            |            |            |            |  |  |        |        |        |  |
|  | 1                | Gloucester       | 46               |              |            |            |            |            |  |  |        |        |        |  |
|  | 8                | Brive            | 13               |              |            |            |            |            |  |  |        |        |        |  |
|  | 8                | Brive            | 13               |              | Gloucester | Gloucester | 31         |            |  |  |        |        |        |  |
|  |                  |                  |                  |              | Gloucester | Gloucester | 31         |            |  |  |        |        |        |  |
|  |                  |                  | Worcester        | Worcester    | 23         |            |            |            |  |  |        |        |        |  |
|  | 4                | Northampton      | Worcester        | Worcester    | 23         | 25         |            |            |  |  |        |        |        |  |
|  | 4                | Northampton      |                  |              |            |            |            |            |  |  |        |        |        |  |
|  | 5                | Worcester        | 34               |              |            |            |            |            |  |  |        |        |        |  |
|  | 5                | Worcester        | 34               |              | Gloucester | Gloucester | 36         |            |  |  |        |        |        |  |
|  |                  |                  |                  |              |            |            |            |            |  |  |        |        |        |  |
|  |                  |                  | London Irish     | London Irish | 34         |            |            |            |  |  |        |        |        |  |
|  | 2                | Newcastle        | London Irish     | London Irish | 34         | 23         |            |            |  |  |        |        |        |  |
|  | 2                | Newcastle        |                  |              |            |            |            |            |  |  |        |        |        |  |
|  | 7                | Connacht         | 3                |              |            |            |            |            |  |  |        |        |        |  |
|  | 7                | Connacht         | 3                |              | Newcastle  | Newcastle  | 22         |            |  |  |        |        |        |  |
|  |                  |                  |                  |              | Newcastle  | Newcastle  | 22         |            |  |  |        |        |        |  |
|  |                  |                  | London Irish     | London Irish | 27         |            |            |            |  |  |        |        |        |  |
|  | 3                | London Irish     | London Irish     | London Irish | 27         | 48         |            |            |  |  |        |        |        |  |
|  | 3                | London Irish     |                  |              |            |            |            |            |  |  |        |        |        |  |
|  | 6                | Bayonne          | 5                |              |            |            |            |            |  |  |        |        |        |  |

### Quarti di finale
| Arbitro: | Éric Darrière |

|                        |      |             |
| Flood 17’ McCarthy 64’ | mt   |             |
| Flood 17’, 64’         | tr   |             |
| Flood 8’, 23’, 75’     | c.p. | 38’ Warwick |

| Arbitro: | Donal Courtney |

|                                                                                    |      |                    |
| Forrester 9’, 15’ P. Richards 38’, 49’ Tindall 40+2’ Hazell 59’ Simpson-Daniel 65’ | mt   | 74’ Donguy         |
| Lamb 9’, 15’, 59’, 65’                                                             | tr   | 74’ Petitjean      |
| Lamb 4’                                                                            | c.p. | 25’, 31’ Petitjean |

| Arbitro: | George Clancy |

|                                       |      |                                                |
| Tupai 14’, 48’ Reihana 35’ D. Fox 65’ | mt   | 28’ Lombard 33’, 39’, 77’ Havili 53’ Rasmussen |
| Reihana 35’                           | tr   | 28’, 53’, 77’ Drahm                            |
| Reihana 32’                           | c.p. | 66’ Drahm                                      |

| Arbitro: | Malcolm Changleng |

|                                                                      |      |                     |
| Russell 9’, 46’ Tiesi 52’ Flutey 58’ Ojo 65’ P. Murphy 76’ Casey 80’ | mt   | 75’ P. v. Schalkwyk |
| Flutey 9’, 46’, 52’, 58’ Geraghty 80’                                | tr   |                     |
| Flutey 39’                                                           | drop |                     |

### Semifinali
| Arbitro: | Christophe Berdos |

|                                         |      |                           |
| Simpson-Daniel 14’ Allen 22’ Foster 73’ | mt   | 30’ Drahm 40+1’ Sanderson |
| Lamb 22’, 73’                           | tr   | 30’, 40+1’ Drahm          |
| Lamb 7’, 56’, 79’ Mercier 66’           | c.p. | 8’, 51’ Drahm             |
|                                         | drop | 42’ Drahm                 |

| Arbitro: | Nigel Owens |

|                                       |      |                                               |
| B. Woods 72’ T. May 78’ M. Tait 80+3’ | mt   | 15’ Russell 30’ Ojo 62’ Tagicakibau 68’ Tiesi |
| Wilkinson 72’, 80+3’                  | tr   | 15’, 62’ Flutey                               |
| Burke 2’                              | c.p. | 20’ Flutey                                    |

### Finale
| Arbitro: | Nigel Whitehouse |

| |              | |
| Foster 11’ Hazell 27’ Simpson-Daniell 64’ Forrester 91’ | mt           | 30’ D. Armitage 71’ Magne 78’ Russell |
| Lamb 11’ Mercier 65’ | tr           | 30’, 71’ Everitt |
| Lamb 15’, 33’ Mercier 51’, 59’ | c.p.         | 4’, 9’, 57’, 87’ Everitt |
| | drop         | 44’ Everitt |
| · 81’ Thirlby · Simpson-Daniel · Tindall · Allen · Foster · 47’ Lamb · Richards · 81’ Collazo · Davies · 46’ Forster · 78’ Pendlebury · Brown · Buxton · 78’ Hazell · Forrester | Formazioni   | · D. Armitage · Ojo · Catt · Flutey 80’ · Tagicakibau · Everitt · P. Hodgson 95’ · Hatley 40’ · Russell · Skuse 60’ · Casey · Kennedy · Roche · Magne 68’ · Leguizamón 48-58’ |
| · 46’ Powell · 47’ Mercier · 78’ Eustace · 78’ Narraway · 81’ Azam · 81’ Bailey                                                                                                 | Sostituzioni | · Collins 60’ 80’ · Paice 40’ · Danaher 78’ · Murphy 80’ · Tiesi 80’ · Willis 95’                                                                                             |
| Dean Ryan | Allenatori   | Brian Smith |